# دبليو. جون مكدونالد
دبليو. جون مكدونالد هو فيزيائي كندي، ولد في 29 سبتمبر 1936 في ليثبريدج في كندا.